# Team LVC
Il Team LVC è una società pallavolistica maschile statunitense con sede ad Albany: milita nella NVA.

## Rosa 2019
| N° | Nome                | Ruolo | Data di nascita   | Nazionalità sportiva |
| -- | ------------------- | ----- | ----------------- | -------------------- |
| 1  | Christopher Hosley  | O     | 20 gennaio 1982   | Stati Uniti          |
| 2  | Patrick Schwagler   | S     | 2 marzo 1991      | Stati Uniti          |
| 3  | Michael Pelletier   | L     | 15 settembre 1991 | Stati Uniti          |
| 4  | Jeffrey Schmitz     | P     | 22 maggio 1988    | Stati Uniti          |
| 5  | Joseph Norton       | S     | 22 aprile 1992    | Stati Uniti          |
| 6  | Andrew Fishman      | S     | -                 | Stati Uniti          |
| 7  | Daniel Glamack      | S     | 20 giugno 1993    | Stati Uniti          |
| 8  | Andrew Witkofsky    | C     | -                 | Stati Uniti          |
| 9  | Jon Keller          | C     | 20 dicembre 1987  | Stati Uniti          |
| 10 | Lansana Rogers      | C     | 3 maggio 1991     | Stati Uniti          |
| 11 | Blake Leeson        | C     | 7 giugno 1995     | Stati Uniti          |
| 12 | Michael Marshman    | C     | 27 luglio 1994    | Stati Uniti          |
| 13 | Eric Martin         | P     | 24 dicembre 1972  | Stati Uniti          |
| 14 | Alex McColgin       | O     | 4 giugno 1992     | Stati Uniti          |
| 15 | Jordan Varee        | O     | 30 maggio 1988    | Stati Uniti          |
| 16 | Christian Blough    | P     | 8 marzo 1995      | Stati Uniti          |
| 17 | Amir Lugo-Rodriguez | C     | 25 ottobre 1993   | Stati Uniti          |
| 18 | Michael Iandolo     | P     | 19 giugno 1987    | Stati Uniti          |
| 19 | Nicolas Szerszeń    | S     | 31 dicembre 1996  | Francia              |
| 20 | Aaron Ahloe         | P     | 13 novembre 1986  | Stati Uniti          |
| 21 | James Hosley        | L     | 4 settembre 1984  | Stati Uniti          |
| 22 | Shaun Ermi          | C     | -                 | Stati Uniti          |
| 23 | David Evans         | S     | 24 settembre 1992 | Stati Uniti          |
| 24 | Ryan Carty          | C     | 31 ottobre 1989   | Stati Uniti          |
| 25 | Maxime Hervior      | S     | 25 febbraio 1995  | Francia              |